# Államok vezetőinek listája 394-ben
Ezen az oldalon az i. sz. 394-ban fennálló államok vezetőinek névsora olvasható földrészek, majd országok szerinti bontásban.

## Európa
- Római Birodalom
  - Császár (Nyugat): Császár (Nyugat) Eugenius (392-394)
  - Császár (Nyugat): Honorius (393-423)
  - Császár (Kelet): I. Theodosius (378–395) 
    - Consul: Arcadius társcsászár
    - Consul: Honorius császár

## Ázsia
- Armenia
  - Király: Vramsepuh (389-416)

- Ibériai Királyság
  - Király: III. Aszpakourész (380–394)
  - Király: I. Tiridatész (394–406)

- India
  - Anuradhapura
    - Király: I. Upatissza (370–412)

  - Gupta Birodalom
    - Király: II. Csandragupta (375–415)

  - Kadamba
    - Király: Bhagiratha (380–410)

  - Pallava
    - Király: Viravarman (385–400)

  - Vákátaka
    - Régens: Prabhávatígupta (390–410)

- Japán
  - Császár: Nintoku (313–399)

- Kína (Csin-dinasztia)/Tizenhat királyság
  - Császár: Csin Hsziao-vu-ti (372–396)
  - Korai Csin: Fu Teng (386–394)
  - Korai Csin: Fu Csung (394)
  - Kései Csin: Jao Hszing (394-416)
  - Kései Jen: Murong Csuj (384–396)
  - Nyugati Jen: Murong Jung (386–394)
  - Nyugati Csin: Csifu Kankuj (388–400)
  - Kései Liang: Lü Kuang (386–400)
  - Északi Vej: Toupa Kuj (386–409)

- Korea
  - Pekcse
    - Király: Asin (392–405)

  - Kogurjo
    - Király: Kvanggetho (391–413)

  - Silla
    - Király: Nemul (356–402)

  - Kumgvan Kaja
    - Király: Isiphum (346–407)

- Szászánida Birodalom
  - Nagykirály: IV. Bahrám (388–399)

## Afrika
- Akszúmi Királyság
  - Akszúmi uralkodók listája

## Amerika
- Tikal
  - Király: I. Yax Nuun Ayiin (378–410)

## Egyházfő
- Pápa: Siricius (384–399)

## Fordítás
- Ez a szócikk részben vagy egészben  a   Liste der Staatsoberhäupter 394 című német Wikipédia-szócikk ezen változatának fordításán alapul.  Az eredeti cikk szerkesztőit annak laptörténete sorolja fel. Ez a jelzés csupán a megfogalmazás eredetét és a szerzői jogokat jelzi, nem szolgál a cikkben szereplő információk forrásmegjelöléseként.